# L2CAP
L2CAP (англ. Logical Link Control and Adaptation Protocol) — протокол, який надає послуги по роботі з даними, як орієнтовані на з'єднання, так і без орієнтації на них, протоколам більш високого рівня з можливостями мультиплексування та забезпеченням операцій з сегментації і зворотньої збірки. L2CAP дозволяє протоколам більш високого рівня і додаткам передавати і отримувати пакети даних L2CAP довжиною до 64 Кбайт.
L2CAP заснований на концепції каналів. Каналом є логічне з'єднання поверх з'єднання по радіоканалу. Кожен канал прив'язаний до деякого протоколу за принципом багато-до-одного. Кілька каналів можуть бути прив'язані до одного і того ж протоколу, але канал не може бути прив'язаний до декількох протоколів. Кожен пакет L2CAP, що одержується каналом, перенаправляється до відповідного протоколу більш високого рівня. Кілька каналів можуть спільно використовувати один і той же радіозв'язок.
Для одного Bluetooth-пристрою створюється один вузол netgraph типу l2cap. Вузол L2CAP зазвичай підключається до вузла Bluetooth HCI (який нижче) і вузлів Bluetooth-сокетів (які вище).